# Elettromoltiplicatore
Un elettromoltiplicatore è un rivelatore/amplificatore di segnale usato su una notevole varietà di strumenti. Funziona tramite il processo di emissione secondaria: un elettrone bombarda un piatto di materiale metallico emissivo (dinodo) che emette da uno e tre elettroni.
Gli elettromoltiplicatori possono essere di due tipi:
- Elettromoltiplicatori a dinodi separati. Se si utilizzano molti piatti e si applica un potenziale elettrico tra un piatto e un altro il processo si ripete su ogni piatto, amplificando il segnale.
- Elettromoltiplicatori a dinodo continuo. Se si applica un gradiente di potenziale su un singolo piatto e si mettono due piatti parallelamente, l'elettrone primario e gli elettroni secondari rimbalzeranno tra i piatti per tutta la loro lunghezza ripetendo il processo di emissione molte volte e amplificando il segnale.

Gli elettromoltiplicatori trovano largo impiego in spettrometria di massa.